# Vi vet
Vi vet är en sång skriven av Niklas Strömstedt. Den finns med på hans studioalbum Två vägar (2008), men utgavs också som singel 2007. Vi vet var den första av två singlar att ges ut från skivan.
Singeln gavs ut på CD utan B-sida. Den producerades av Christoffer Lundquist som även spelade bas och gitarr. Övriga musiker var Strömstedt (sång, gitarr, keyboard, piano, slagverk), David Nyström (piano) och Jens Jansson (trummor).
Vi vet tog sig inte in på Svenska singellistan och inte heller på Svensktoppen.

## Låtlista
1. "Vi vet" – 3:38

## Medverkande
- Jens Jansson – trummor
- Christoffer Lundquist – producent, bas, gitarr
- David Nyström – piano
- Niklas Strömstedt – sång, gitarr, keyboard, piano, slagverk